# Bazyli (Doroszkiewicz)
Bazyli, imię świeckie Włodzimierz Doroszkiewicz (ur. 15 marca 1914 w Cisach, zm. 11 lutego 1998 w Warszawie) – piąty metropolita warszawski i całej Polski, zwierzchnik Polskiego Autokefalicznego Kościoła Prawosławnego od 1970 do śmierci w 1998.
W 1938 przyjął święcenia kapłańskie. Do 1960 prowadził pracę duszpasterską w różnych parafiach na Białostocczyźnie oraz Grodzieńszczyźnie. W grudniu 1959 złożył wieczyste śluby zakonne, przyjmując imię Bazyli. W roku następnym został wyświęcony na biskupa bielskiego, wikariusza diecezji warszawsko-bielskiej, którym pozostawał przez rok. Następnie od 1962 do 1970 był biskupem wrocławskim i szczecińskim. Jako ordynariusz tejże diecezji przyczynił się do organizacji kilkudziesięciu nowych parafii tworzonych na potrzeby przesiedlonych w Akcji „Wisła”. W 1970 objął urząd metropolity warszawskiego i całej Polski. 
W okresie pełnienia przez niego zwierzchnictwa w PAKP doszło do znacznego ożywienia kontaktów z innymi lokalnymi Kościołami prawosławnymi, jak również do otwarcia czterech monasterów i powołania dwóch nowych diecezji oraz Prawosławnego Ordynariatu Wojska Polskiego.

## Życiorys

### Edukacja i kapłaństwo
Urodził się w niewielkiej wsi Cisy, podlegającej parafii Podwyższenia Krzyża Pańskiego w Narwi, w ówczesnym powiecie hajnowskim, w rodzinie chłopskiej Aleksego i Marii Doroszkiewiczów jako jedno z sześciorga dzieci.
W latach 1927–1936 uczył się w seminarium duchownym w Wilnie, w którym uzyskał również maturę. Po ukończeniu seminarium starał się o przyjęcie na studia w Studium Teologii Prawosławnej Uniwersytetu Warszawskiego. Jego kandydatura została odrzucona z powodu zadeklarowania przez niego w ankiecie narodowości białoruskiej. Udał się wówczas do Grodna, gdzie biskup Antoni (Marcenko) skierował go do pracy w parafii prawosławnej w Świsłoczy w charakterze psalmisty. 6 września 1937, jako mężczyzna żonaty, przyjął z rąk biskupa Sawy (Sowietowa) święcenia diakońskie. Ten sam duchowny zarekomendował go na studia w Studium Teologii Prawosławnej w Warszawie, dzięki czemu tym razem Włodzimierz Doroszkiewicz został przyjęty.
17 kwietnia 1938 przyjął święcenia kapłańskie. Duszpasterską posługę prowadził w Łyskowie, Gronostajewicach, Świsłoczy, Michałowie (w latach 1940–1943 jako wikariusz i do 1946 jako proboszcz) i Gródku (Białostocczyzna).
W czasie II wojny światowej był represjonowany zarówno przez władze radzieckie, jak i niemieckie (złożono na niego donos na Gestapo). Po zakończeniu działań wojennych pozytywnie odnosił się do zaprowadzonego w Polsce ustroju socjalistycznego.
W ostatniej z wymienionych miejscowości pracował od 1946 do 1960, kierując pracami nad wzniesieniem parafialnej cerkwi. Między 1957 a 1960 łączył posługę duszpasterską z pracą wykładowcy prawosławnego seminarium duchownego w Warszawie.
Z żoną Margarytą miał córki Iraidę i Mirosławę oraz syna Jerzego. W 1959 zdecydował się jednak na rozstanie z małżonką i złożenie ślubów zakonnych. Według jego własnych wspomnień motywem dla tej decyzji była, oprócz powołania mniszego, trudna sytuacja materialna rodziny.

### Biskup

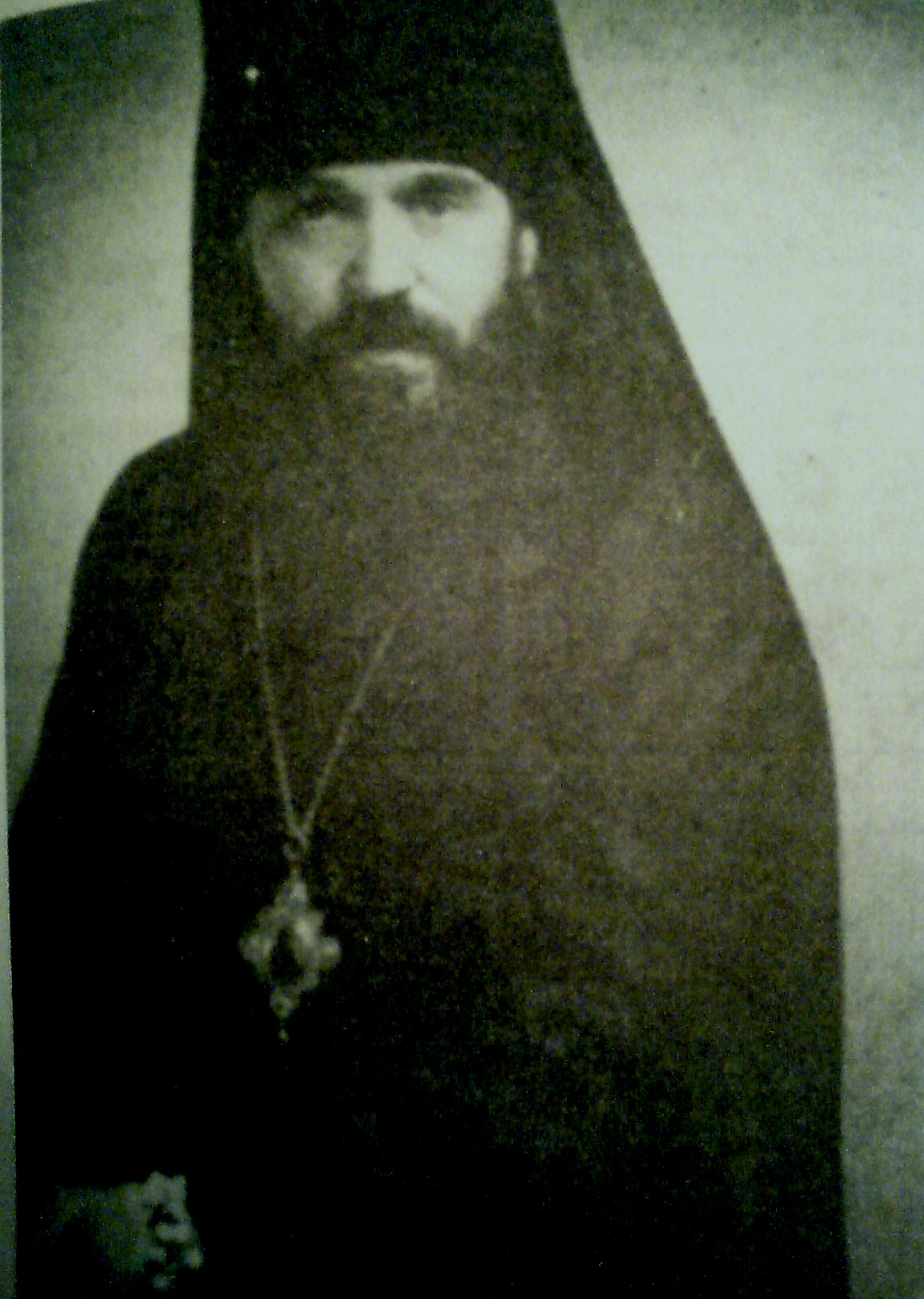
Biskup Bazyli (Doroszkiewicz), fotografia z 1961

30 grudnia 1959 ks. Włodzimierz Doroszkiewicz złożył w monasterze św. Onufrego w Jabłecznej wieczyste śluby mnisze i przyjął imię Bazyli. 11 stycznia 1960 nadano mu godność archimandryty. 25 marca 1960 w soborze św. Marii Magdaleny w Warszawie przyjął chirotonię biskupią i został mianowany wikariuszem diecezji warszawsko-bielskiej z tytułem biskupa bielskiego.
5 maja 1961 biskup Bazyli został przeniesiony na katedrę wrocławsko-szczecińską. W nowej diecezji znacząco przyczynił się do powstania jej soboru katedralnego, soboru Narodzenia Przenajświętszej Bogurodzicy, urządzonego w dawnym kościele. W 1962, na podstawie pracy poświęconej rzymskokatolickiej mariologii pierwszej połowy XX wieku, otrzymał dyplom magistra teologii, kończąc tym samym studia rozpoczęte przed II wojną światową.
W tym samym roku, po wyborze na metropolitę warszawskiego i całej Polski arcybiskupa Tymoteusza, biskup Bazyli zaprotestował przeciw tej decyzji soboru biskupów, jako podjętej wbrew zapisom statutu Kościoła (według niego bowiem zwierzchnika powinien wybierać sobór lokalny).
W 1962 w notatce Urzędu ds. Wyznań biskup Bazyli został opisany jako człowiek „ograniczony”, o niewielkim doświadczeniu politycznym, związany z „najbardziej dewocyjnymi” kręgami Kościoła. Już cztery lata wcześniej duchowny został pozyskany do współpracy z SB w Białymstoku.
W diecezji wrocławsko-szczecińskiej biskup Bazyli organizował życie cerkiewne wśród ludności, która została przesiedlona na zachodnie ziemie Polski wskutek Akcji „Wisła” oraz repatriacji z Kresów Wschodnich. Stworzył 42 nowe parafie. Kierował również do Urzędu ds. Wyznań pisma, w których podkreślał problemy z obsadą personalną parafii diecezji, niskim poziomem wykształcenia duchownych oraz sugerował zorganizowanie we Wrocławiu dwuletnich kursów przygotowujących do święceń kapłańskich, jak i dalszych studiów teologicznych w Chrześcijańskiej Akademii Teologicznej. Sugerował, iż kursy mogłyby przygotować do pracy w diecezji duchownych posługujących (odprawiających) w języku polskim, co miało przynieść korzyści i Kościołowi, i państwu. Biskup był zwolennikiem polonizacji swojej diecezji i niechętnie odnosił się do Ukraińców zamieszkujących na jej terenie. Uważał bowiem, że w ich społeczności może odrodzić się nacjonalizm ukraiński, który doprowadzi następnie do wewnętrznych konfliktów w Kościele, uniemożliwiając jego normalne funkcjonowanie.
Biskup Bazyli (Doroszkiewicz) działał na rzecz stworzenia prawosławnej diecezji obejmującej obszar Podkarpacia, co miało stanowić zaplecze dla akcji misyjnej wśród grekokatolików – Ukraińców i Łemków. W latach 60. XX wieku skierował do Urzędu ds. Wyznań kilka pism, w których sugerował powołanie diecezji krakowsko-rzeszowskiej lub sanocko-przemyskiej, na czele której miałby stanąć, po złożeniu ślubów zakonnych, ks. Aleksander Dubec.

### Metropolita warszawski i całej Polski

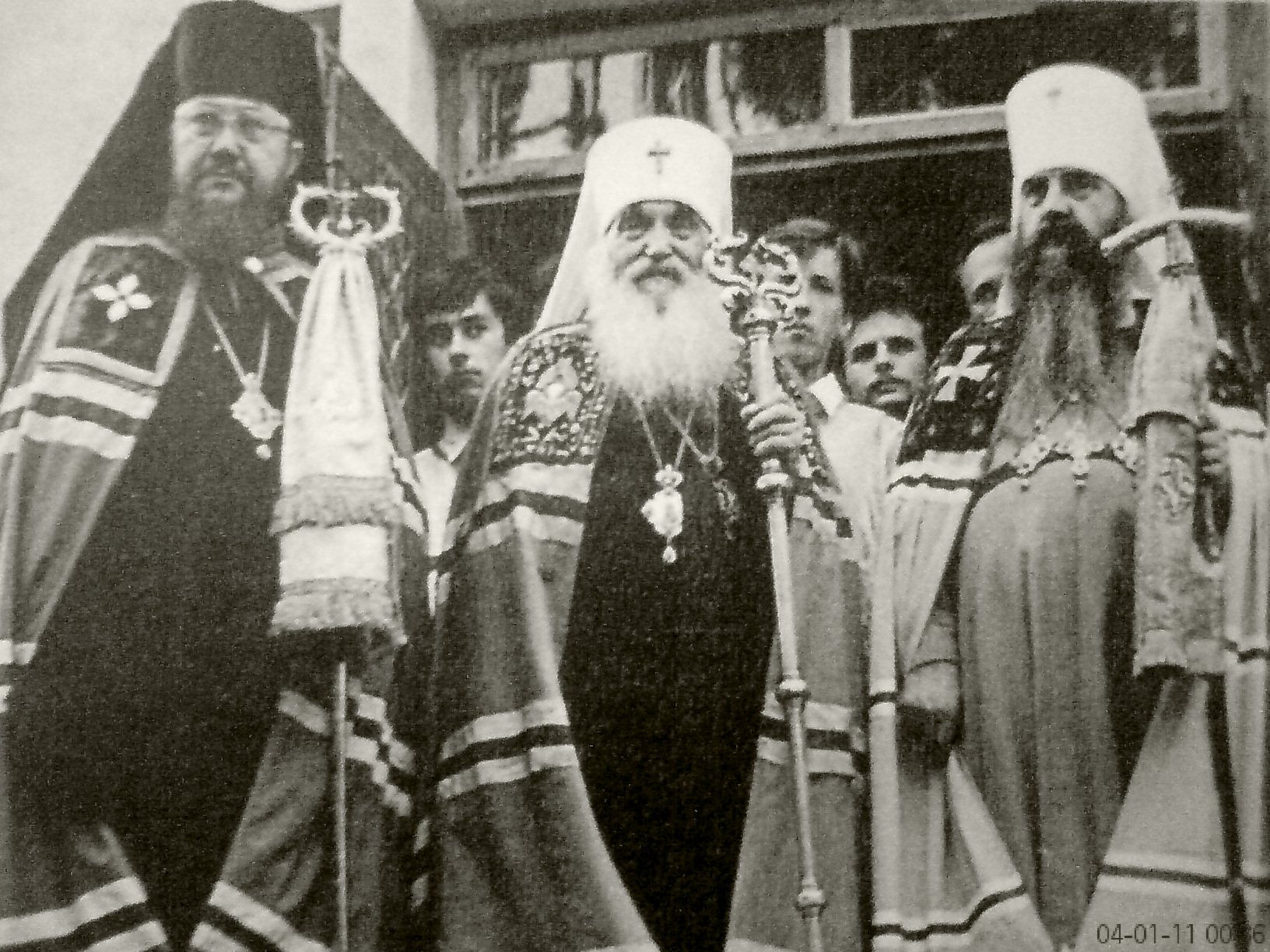
Metropolita Bazyli w czasie uroczystości na górze Grabarce z metropolitą mińskim Filaretem i arcybiskupem białostockim i gdańskim Sawą

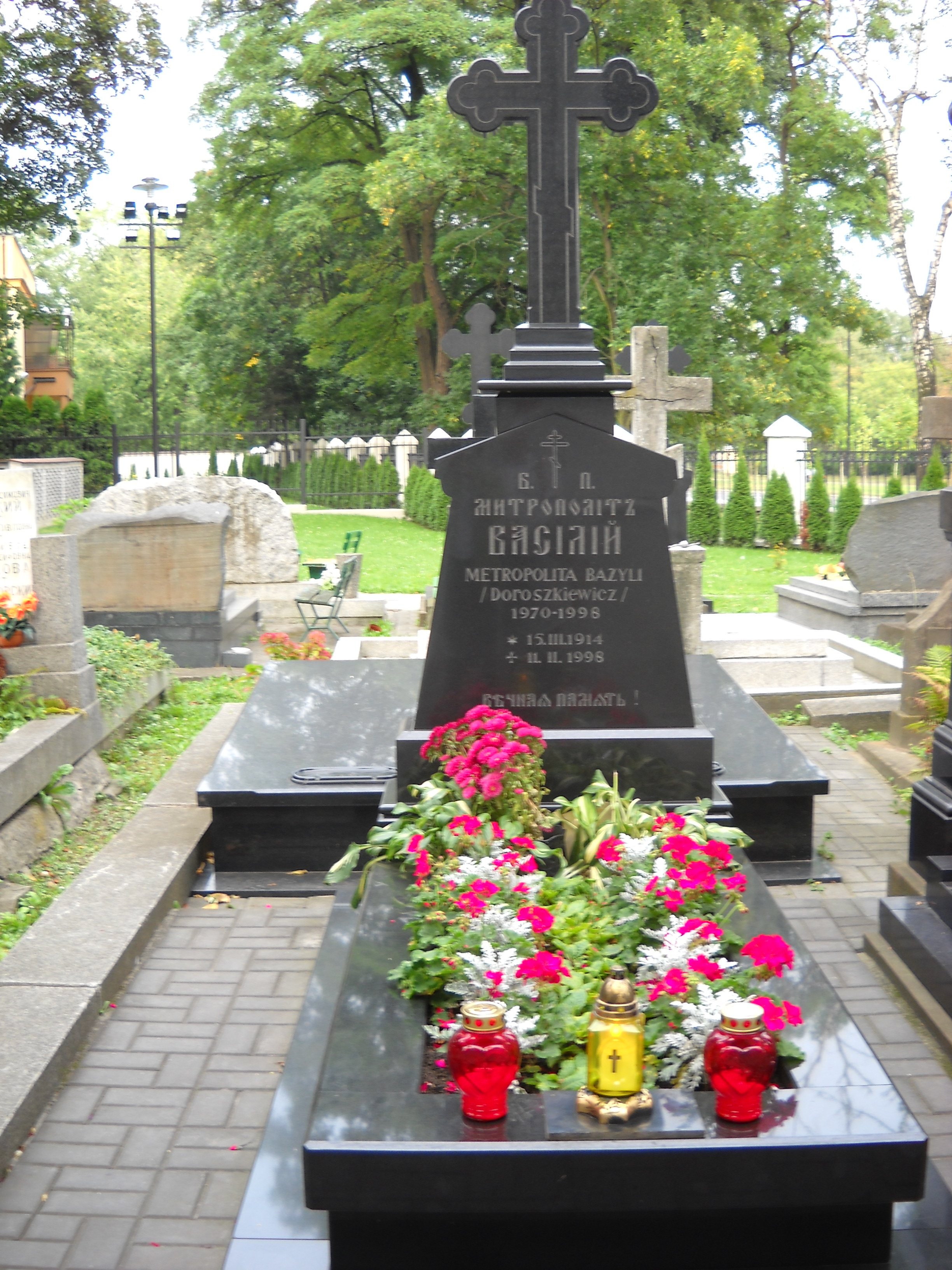
Grób metropolity Bazylego (Doroszkiewicza) na cmentarzu prawosławnym na Woli

Po śmierci metropolity warszawskiego i całej Polski Stefana, został 24 stycznia 1970 wybrany na jego następcę. Władze państwowe poparły kandydaturę biskupa Bazylego na nowego zwierzchnika Polskiego Autokefalicznego Kościoła Prawosławnego z uwagi na treść składanych przez niego wcześniej memoriałów z propozycjami przekształceń w Kościele oraz nowej polityki narodowościowej PAKP. Urząd ds. Wyznań uznał również, iż na korzyść Bazylego przemawiał jego niechętny stosunek do katolickiego episkopatu Polski przy równoczesnym poparciu dla ruchu ekumenicznego, jak również zrozumienie dla zmian zachodzących na świecie. Stwierdzono wreszcie, że Bazyli zarówno w działalności wewnętrznej, jak i zagranicznej był rzecznikiem polskiej i socjalistycznej racji stanu.
Intronizacja nowego zwierzchnika Kościoła odbyła się 1 marca 1970 w soborze św. Marii Magdaleny w Warszawie pod przewodnictwem patriarchy gruzińskiego Efrema II, z udziałem delegacji Patriarchatów Konstantynopolitańskiego, Moskiewskiego, Rumuńskiego, Serbskiego, Bułgarskiego i Gruzińskiego, jak również Kościołów Czechosłowacji i Grecji. Jego wybór na metropolitę warszawskiego i całej Polski Antoni Mironowicz uważa za kluczowe wydarzenie w procesie odzyskiwania stabilności przez PAKP po II wojnie światowej. 
12 października 1970 metropolita założył we Wrocławiu polskojęzyczną parafię Świętych Cyryla i Metodego, ówcześnie jedyną taką placówkę duszpasterską w Polsce. Był bowiem przekonany, iż tylko polonizacja duszpasterstwa w diecezji uniemożliwi rozwój konfliktów narodowościowych na jej terenie, jak również zatrzyma odchodzenie wiernych do Kościoła katolickiego.
W roku wyboru metropolity Bazylego zostały, z jego udziałem, sfinalizowane prace nad nowym statutem wewnętrznym PAKP oraz statutem parafialnym. W tym samym roku sobór biskupów, pod kierunkiem metropolity, zreorganizował również prowadzone przez Kościół szkoły, w tym seminarium duchowne w Warszawie. Powołany został również nowy organ prasowy PAKP – oprócz rosyjskojęzycznego Cerkownogo wiestnika rozpoczęto wydawanie w języku polskim Wiadomości Polskiego Autokefalicznego Kościoła Prawosławnego. 
W latach 1971–1972 metropolita korespondował z prymasem Polski Stefanem Wyszyńskim w sprawie konfliktów prawosławno-katolickich o przynależność obiektów sakralnych w Polanach, Komańczy i Rokosowie. Kontynuował również starania o stworzenie diecezji, a przynajmniej dwóch dekanatów, na Podkarpaciu.
W 1971 został zarejestrowany jako tajny współpracownik o pseudonimie Włodzimierz. Jego współpraca miała w założeniach SB polegać na infiltrowaniu Kościoła i „środowisk nacjonalistycznych” w jego obrębie oraz za granicą, jak również na działaniu przeciwko Kościołowi rzymskokatolickiemu. „Włodzimierza” uważano za jednego z najcenniejszych tajnych współpracowników spośród prawosławnego duchowieństwa.
Jako zwierzchnik PAKP Bazyli (Doroszkiewicz) przyczynił się do reaktywacji monasteru Zwiastowania w Supraślu oraz założenia klasztorów w Wojnowie, Białymstoku–Dojlidach i Ujkowicach oraz do wzniesienia ponad 100 cerkwi i kaplic na terenie całego kraju. Ponadto w czasie sprawowania przez niego urzędu metropolity warszawskiego i całej Polski zostały erygowane dwie nowe diecezje: przemysko-nowosądecka (po wieloletnich staraniach metropolity powstała ostatecznie w 1983) i lubelsko-chełmska (w 1989). W 1994 swoją działalność rozpoczął funkcjonujący na prawach diecezji Prawosławny Ordynariat Wojska Polskiego. Metropolita Bazyli przyjął również w jurysdykcję PAKP autonomiczny Portugalski Kościół Prawosławny oraz dwie parafie na terytorium Włoch.
W 1994 przeprowadził kanonizację ks. Maksyma Sandowycza (znanego odtąd jako św. Maksym Gorlicki), co było pierwszym takim wydarzeniem w Kościele.
Rozwinął szeroką współpracę z innymi prawosławnymi Kościołami lokalnymi. W czasie sprawowania urzędu odwiedził Patriarchat Konstantynopolitański, Rosyjski Kościół Prawosławny, Grecki Kościół Prawosławny, Bułgarski Kościół Prawosławny, Rumuński Kościół Prawosławny, Kościół Prawosławny Czechosłowacji, Kościół Prawosławny w Ameryce oraz autonomiczny Fiński Kościół Prawosławny. Był również uczestnikiem ruchu ekumenicznego: brał udział w pracach Chrześcijańskiej Konferencji Pokojowej i był wiceprezesem Polskiej Rady Ekumenicznej. Metropolita rozwinął działalność charytatywną i społeczną PAKP. W 1991 zainicjował powstanie przy parafii św. Michała Archanioła Policealnego Studium Ikonograficznego, zaś w 1996 – Studium Psalmistów i Dyrygentów Cerkiewnych w Hajnówce. Przyczynił się również do stworzenia nowych organizacji zrzeszających świeckich wiernych Kościoła, w tym Bractwa Młodzieży Prawosławnej. 
Zmarł w Warszawie wskutek wylewu; w ostatnim miesiącu życia, gdy przebywał w szpitalu, nie był w stanie wypełniać obowiązków metropolity. Uroczystości pogrzebowe miały miejsce 13 lutego 1998 w soborze w Warszawie, w obecności przedstawicieli Patriarchatu Konstantynopolitańskiego (metropolita Paryża Jeremiasz) i Patriarchatu Moskiewskiego (metropolita wołokołamski Pitirim (Nieczajew)), przedstawicieli władz państwowych i innych Kościołów chrześcijańskich działających w Polsce. Został pochowany na cmentarzu prawosławnym na Woli. Antoni Mironowicz wysoko ocenia okres zwierzchnictwa metropolity Bazylego w PAKP, podkreślając wszechstronny rozwój Kościoła w tym czasie. Zaznacza przy tym, że wpływ na ten proces miały również przemiany polityczne zachodzące w Polsce. W ocenie Piotra Gerenta okres kierowania Kościołem przez Bazylego (Doroszkiewicza) należy ocenić za ważny i niełatwy, w którym podjęto szereg istotnych dla jego rozwoju inicjatyw.

## Odznaczenia
- Krzyż Komandorski z Gwiazdą Orderu Odrodzenia Polski[33][28]
- Krzyż Oficerski Orderu Odrodzenia Polski[33]
- Krzyż Kawalerski Orderu Odrodzenia Polski[33] (1969)[34]
- Medal 30-lecia Polski Ludowej[33]
- Odznaka 1000-lecia Państwa Polskiego[33]
- Order Cyryla i Metodego (Bułgaria)[33]
- Krzyż Wielki Orderu Infanta Henryka (Portugalia, 1993)[35]